# Deuteria de Auvergne
Deuteria de Auvergne (fl. 540), fue una reina consorte franca, esposa del rey Teodeberto I de Austrasia.
Deuteria pertenecía a una aristocrática familia galo-romana de Auvernia y se encontraba en estrecha relación con Sidonio Apolinar, san Avito y el emperador Avito. Vivía en Septimania, estaba casada y tenía una hija llamada Adia, cuando la zona fue atacada por Teodeberto en el año 533.
Teodeberto se enamoró de ella y, cuando ese mismo año fue nombrado rey, la mandó buscar. Ella abandonó a su marido, pero se llevó a su hija a la corte, donde ella y Teodeberto se hicieron amantes. En este punto, su marido seguía vivo y Teodeberto estaba comprometido con Wisigarda de Lombardía. Nunca se comprobó si la pareja llevó a cabo una ceremonia de boda o no. Teodeberto continuó estando comprometido con Wisigarda y mantenía una relación de concubinato con Deuteria pero, a pesar de ello, fue nombrada Reina de los Francos.
Según Gregorio de Tours, en el año 536 Deuteria ordenó asesinar a su propia hija temiendo que se convirtiera en rival de Teodeberto. Después del asesinato, la aristocracia de Austrasia hizo que Teodeberto la expulsara de la corte y lo obligaron a casarse con Wisigarda. Se dice que, después de la muerte de Wisigarda, Teodeberto quiso volver a llamar a Deuteria a su lado pero no se atrevió a hacerlo.